# Neohyssura atlantica
Neohyssura atlantica là một loài chân đều trong họ Hyssuridae. Loài này được Wägele miêu tả khoa học năm 1987.